# Manyang (Glumpang Baro)
Manyang is een bestuurslaag in het regentschap Pidie van de provincie Atjeh, Indonesië. Manyang telt 559 inwoners (volkstelling 2010).